# Henriette Bie Lorentzen

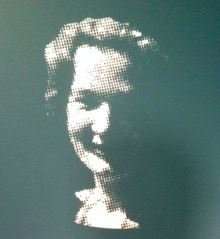
Henriette Bie Lorentzen

Henriette Bie Lorentzen (* 18. Juli 1911 in Vestre Aker; † 23. August 2001 in Oslo), geboren als Anna Henriette Wegner Haagaas (Aussprache [hɔɡɔs]), war eine norwegische Humanistin, Friedensaktivistin, Feministin und Widerstandskämpferin gegen den Nationalsozialismus. 

## Leben
Anna Henriette Wegner Haagaas, bis 1938 als Henriette Haagaas bekannt, war Tochter des Mathematikers Theodor Haagaas, Enkelin des Theologen Bernhard Pauss und Urenkelin des aus Königsberg stammenden Industriellen Benjamin Wegner. Sie wurde nach ihrer hanseatischen Urgroßmutter Henriette Seyler, Tochter des Hamburger Bankiers L.E. Seyler, und nach ihrer Ururgroßmutter, Anna Henriette Goßler, benannt. Ihre Familie mütterlicherseits besaß die Berenberg Bank in Hamburg. 1938 wurde sie mit Øyvind Bie Lorentzen, einem Mitglied der Reederfamilie Lorentzen, verheiratet. Erling Lorentzen, der Ehemann der Prinzessin Ragnhild, Frau Lorentzen, war ein entfernter Verwandter ihres Ehemannes.

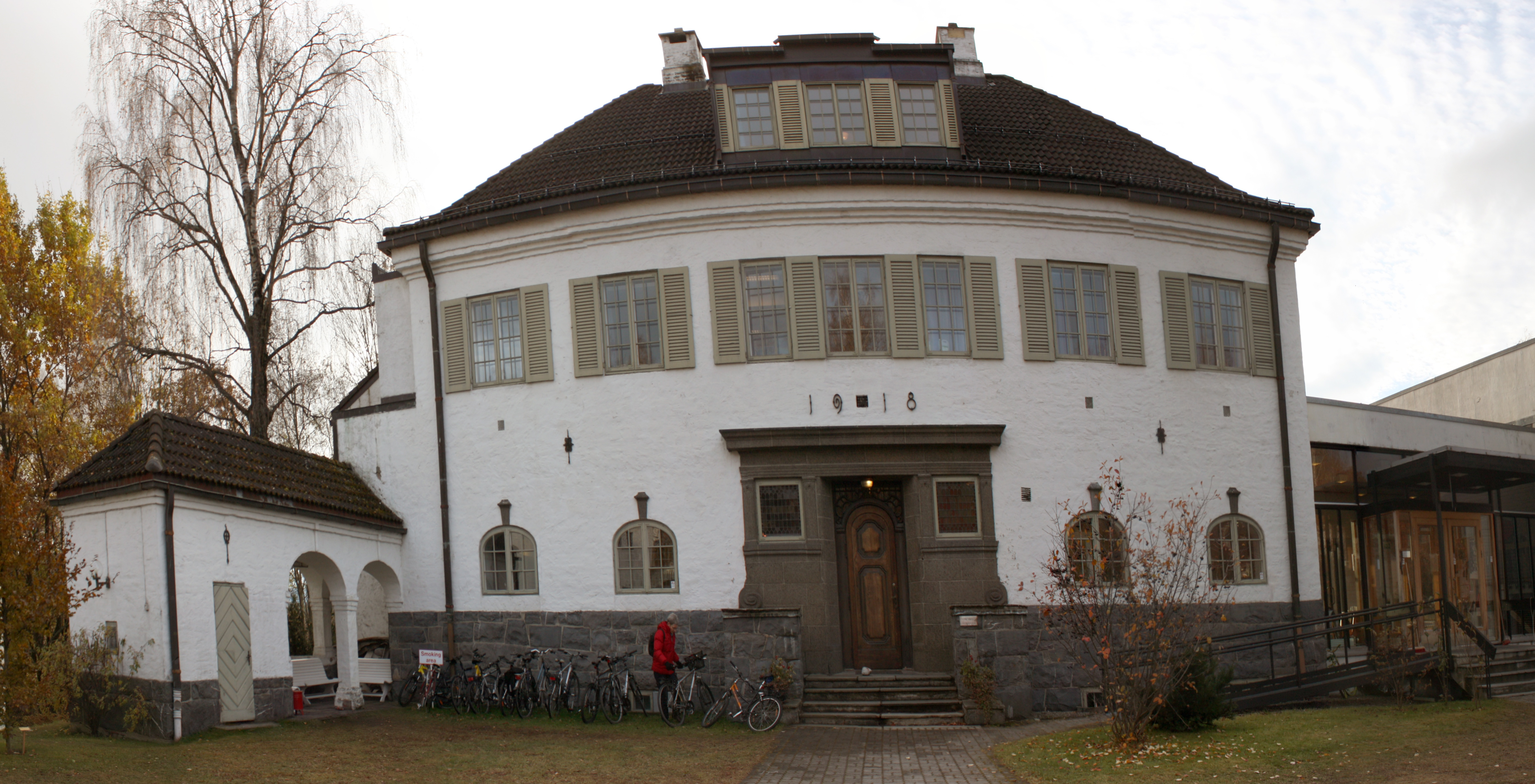
Hauptgebäude der Nansenskolen in Lillehammer (2009)

In den späten 1930er Jahren gehörte sie zum Gründerkreis der Nansenschule (Nansenskolen – Norsk Humanistisk Akademi) in Lillehammer.
Während des Zweiten Weltkriegs war sie, zusammen mit ihrem Mann und ihrem Vetter Henrik Groth, im gewaltlosen Widerstand gegen den Nationalsozialismus tätig und wurde von den deutschen Besatzern als Nacht-und-Nebel-Gefangene ins KZ Ravensbrück verschleppt. Nach der Befreiung kehrte sie nach Norwegen zurück und wurde Herausgeberin und Chefredakteurin der Frauenzeitschrift Kvinnen og Tiden (1945–1955).

## Ehrungen
- Bie Lorentzen wurde 1995 mit der St.-Hallvard-Medaille ausgezeichnet, der höchsten Auszeichnung der Stadt Oslo.
- Das Henriette-Bie-Lorentzen-Haus der Hochschule Oslo und Akershus ist nach ihr benannt.
- 2013 wurde sie von den Lesern der Zeitung Verdens Gang unter die „100 wichtigsten Frauen“ in der norwegischen Geschichte gewählt.[5]